# Katha
Katha dans le sikhisme est l'explication, l'analyse d'un passage du livre saint le Guru Granth Sahib. Katha vient du sanskrit kath qui signifie: décrire, narrer. Le kathakar est la personne qui transmet le katha. Il est d'usage dans les regroupements religieux d'exécuter des kathas. 
Cette tradition de promouvoir la spiritualité pour la communauté remonte à Guru Arjan. Cette transmission s'inscrit parfaitement dans l'école Giani, la voie du savoir, un des chemins majeurs vers la libération spirituelle. Le but entre autres est l'explication des mots difficiles, ainsi que d'effectuer des analyses spirituelles et du point de vue doctrinales. Cités des anecdotes de la vie d'un Guru concerné par le texte est dans la coutume.
Des moments historiques de l'histoire sikhe peuvent être aussi professés lors des kathas.